# Triumph Trident
La Trident est un nom de moto à trois cylindres utilisé par la firme britannique Triumph de 1968 à 1976, puis de 1991 à 1998, et de nouveau depuis 2021.

## 750 Trident T150 et T160 (1968-1976)

### Contexte historique
Depuis 1951, Triumph fait partie du groupe britannique BSA, qui est alors le plus important producteur anglais de motos. Les années 1950 et 1960 voient une croissance très forte de BSA et plus particulièrement de Triumph, dont les bicylindres rencontrent un grand succès commercial, notamment aux États-Unis, marché qui représente jusqu'à 75 % des ventes de la marque. Les constructeurs japonais commencent à exporter leurs motos vers l'Europe et les États-Unis. Ainsi, par exemple, Honda propose ses CB 305 (1961), puis CB 450 (1965) et la fameuse CB 750 (1968). Ces modèles concurrencent  directement la gamme Triumph,.

### Naissance
Au début des années 1960, Bert Hopwood, qui vient de prendre la direction de Triumph, et l'ingénieur Doug Hele réfléchissent à un nouveau moteur pour offrir une plus grosse cylindrée et réduire les vibrations reprochées à certains modèles bicylindres. La solution qu'ils retiennent est de créer un moteur tricylindre en ajoutant un cylindre et deux paliers de vilebrequin au moteur animant la Speed Twin. Mais la direction de BSA  n'est pas persuadée de l'urgence à sortir un nouveau modèle puisque les ventes des modèles existants (Bonneville et Trophy) sont en forte hausse. Le développement de la Trident n'est pas alors jugé prioritaire.

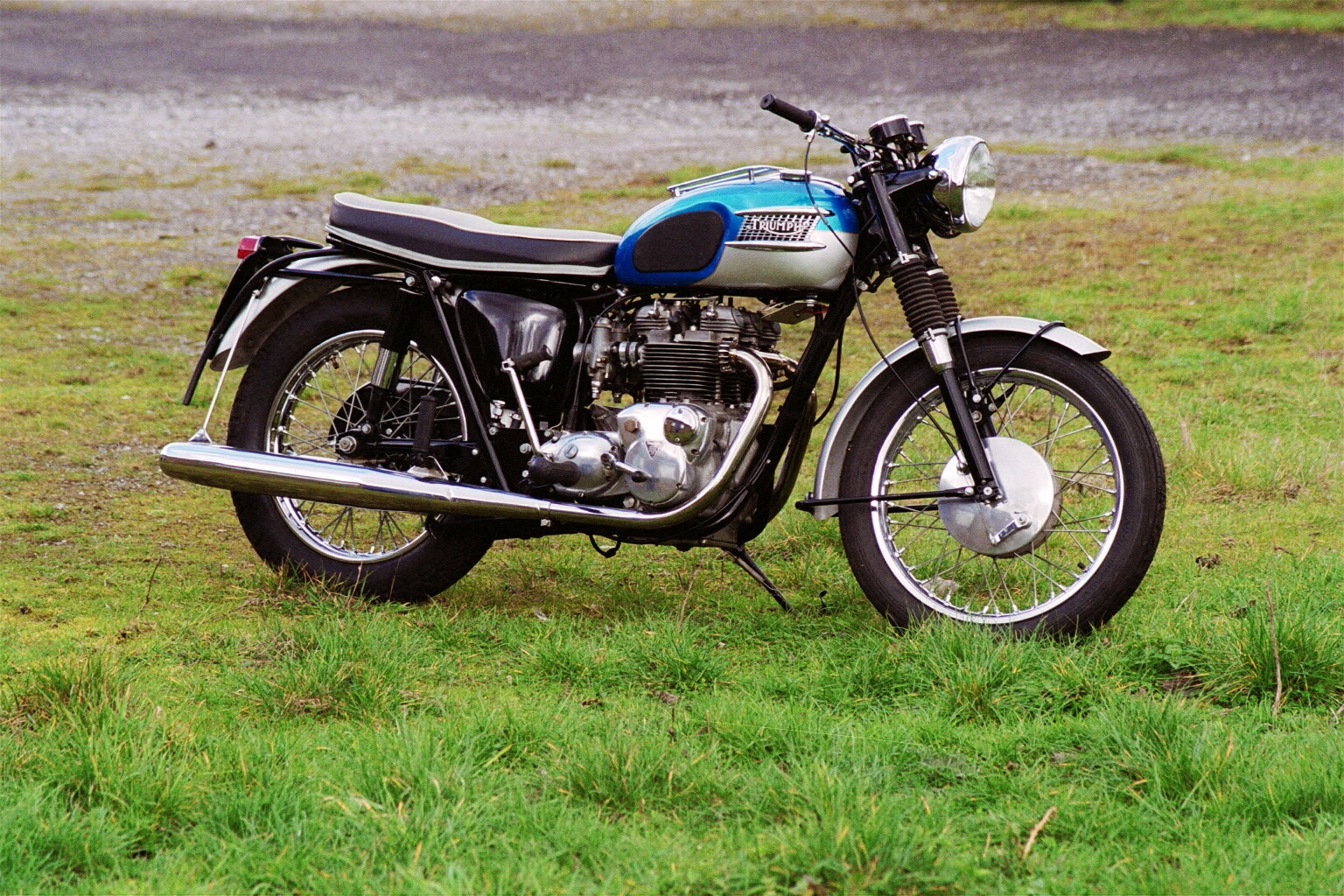
Le Prototype P1 (1965) du London Motorcycle Museum.

Un premier prototype nommé P1 apparaît en 1965. Il utilise un moteur de 748 cm3 (63 × 80 mm), avec une transmission primaire par engrenage. La partie-cycle provient d'une Bonneville .
Un deuxième prototype P2 naît en 1966, dont le développement est alors jugé prioritaire, BSA ayant entendu parler de la prochaine arrivée de puissants modèles Honda. La cylindrée du moteur passe à 740,4 cm3 (67 × 70 mm), la transmission primaire se fait par chaîne, les cylindres sont en aluminium, et le démarrage se fait au kick. Le modèle commercial dérivé du P2 entre en production en 1968 et reçoit la dénomination de Trident T150, car il est annoncé comme ayant une vitesse de pointe de 150 mph.

### Évolutions et carrière commerciale
À son apparition au catalogue de 1969, la Trident T150 est annoncée à 60 ch et comme l'une des plus rapides motos de son époque. Mais, avec son démarrage au kick, sa boîte à quatre rapports et son frein avant à tambour, elle souffre de la comparaison avec la Honda CB 750 qui propose un démarreur électrique, une boîte à cinq rapports et un frein avant à disque. La Trident est en outre affectée de problèmes de qualité, notamment de fuites d'huile, qui amèneront à de nombreux retours sous garantie. En conséquence, le  succès commercial de la Honda, basé également sur une instrumentation supérieure et un tarif très attractif, sera très supérieur à celui de la Trident.
En 1970, les garde-boues sont peints et arborent une bande centrale blanche, la démultiplication est raccourcie, la couronne passant de 53 à 52 dents. Deux coloris sont proposés: Aquamarine et Olympic Flame/Silver Sheen. La T150 constitue le haut de gamme de la marque : elle est proposée à 11 420 F en France, soit près de 40 % de plus qu'une Bonneville.
En 1971, la Trident reçoit un nouveau frein avant, toujours à tambour. La version américaine est équipée d'un réservoir de 13,5 l en forme de goutte semblable à celui de la Bonneville, de couleur Regal Purple. La version distribuée sur le vieux continent est quant à elle dotée d'un réservoir de 18 l aux formes plus anguleuses recouvert d'une peinture Spring Gold ou Black. Les deux versions sont équipées de silencieux mégaphone.
En 1972, une boîte de vitesses à cinq rapports est disponible en option. La démultiplication finale est à nouveau raccourcie, le pignon de sortie de boîte passant de 19 à 18 dents.
En 1973, la Trident se transforme en « T150 V », avec l'adoption d'un frein à disque Lockheed de 250 mm de diamètre à l'avant et la boite de vitesses à cinq rapports est désormais de série. Les garde-boues ne sont plus peints, mais chromés. Deux capacités de réservoir sont proposées : 15,9 et 20,4 l. Une seule finition est au catalogue : Jet Black/Red. En 1974, pas de changement sauf pour la couleur : le seul coloris proposé est Or/Noir.
En 1973, BSA cède ses activités moto au groupe anglais Manganèze Bronze qui arrête la marque BSA et regroupe dans Norton-Villiers-Triumph (NVT), une société créée à cet effet, les trois marques subsistantes. NVT décide de fermer l'usine Triumph de Meriden. Cette décision déclenche à Meriden une longue grève avec blocus des fabrications de motos comme de pièces détachées. NVT réussit à reprendre les fabrications de Trident en 1974, la fabrication des Bonneville et Tiger reprenant à Meriden en 1975 sous la responsabilité d'une coopérative ouvrière.

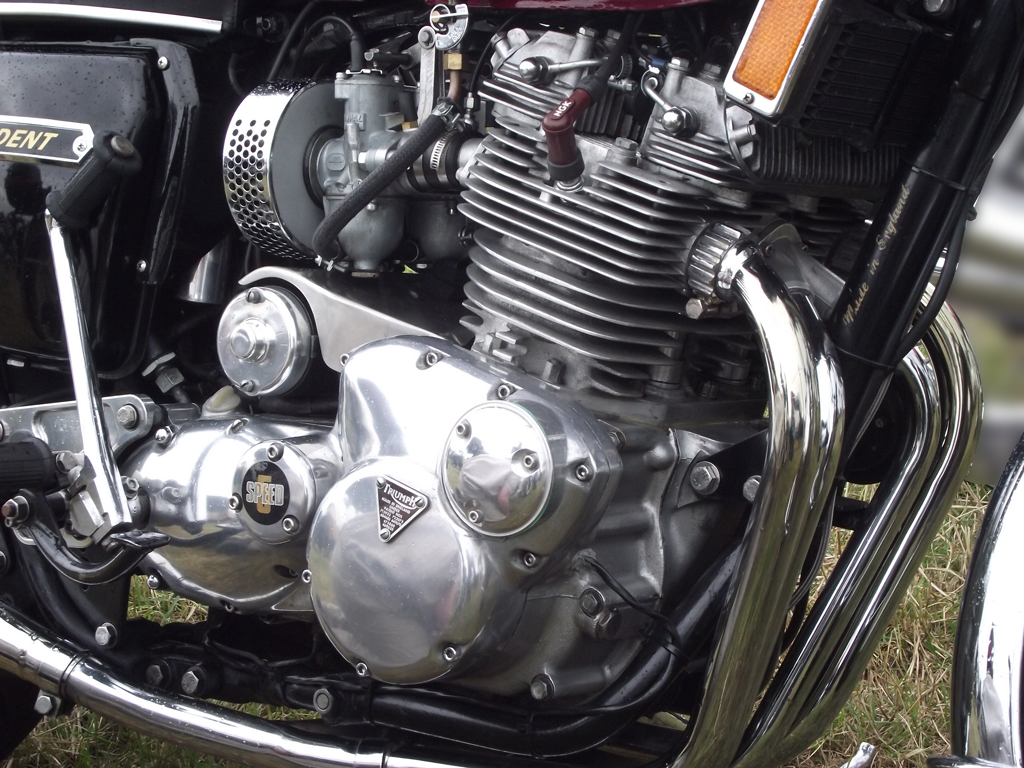
Moteur de Trident T160, avec démarreur électrique visible sous le filtre à air.

En 1975, la Trident est renommée « T160 ». Les cylindres sont inclinés vers l'avant, comme sur les BSA, lui permettant de recevoir un démarreur électrique. Un disque de frein à l'arrière fait son apparition et le sélecteur de vitesse migre du côté gauche de la moto, Triumph rejoignant alors ce qui est devenu le standard international.
NVT produit des Trident jusqu'en 1976 et fait faillite en 1977.
Quelques centaines des dernières T160 produites, dites « Cardinal », furent vendues à la police routière d'Arabie Saoudite qui les utilisa peu, préférant des BMW. Réimportées en Europe, puis reconditionnées, elles furent écoulées auprès des amateurs du modèle à partir de la fin des années 1970.

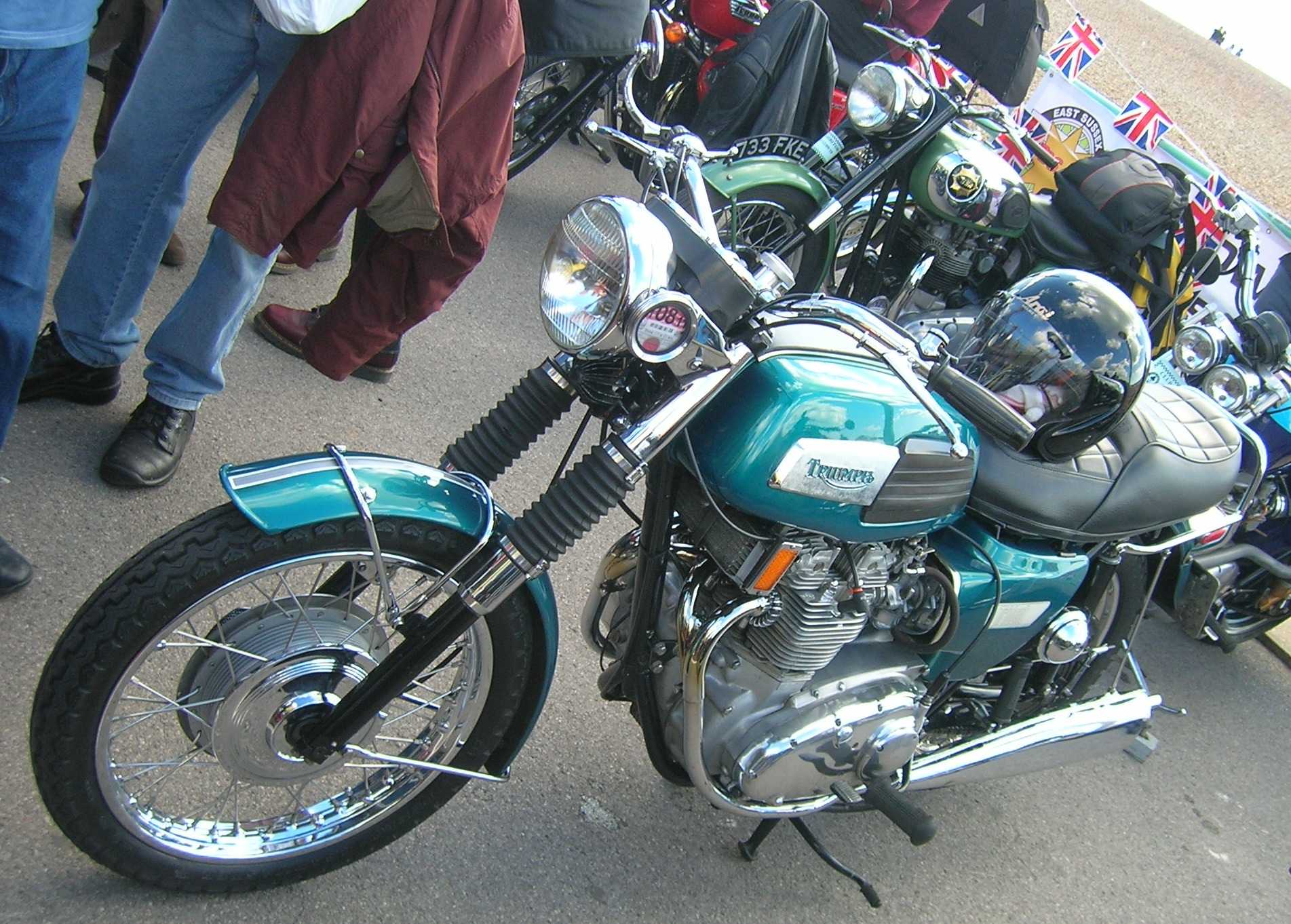
Trident T150 version européenne couleur Aquamarine (1969-1970).
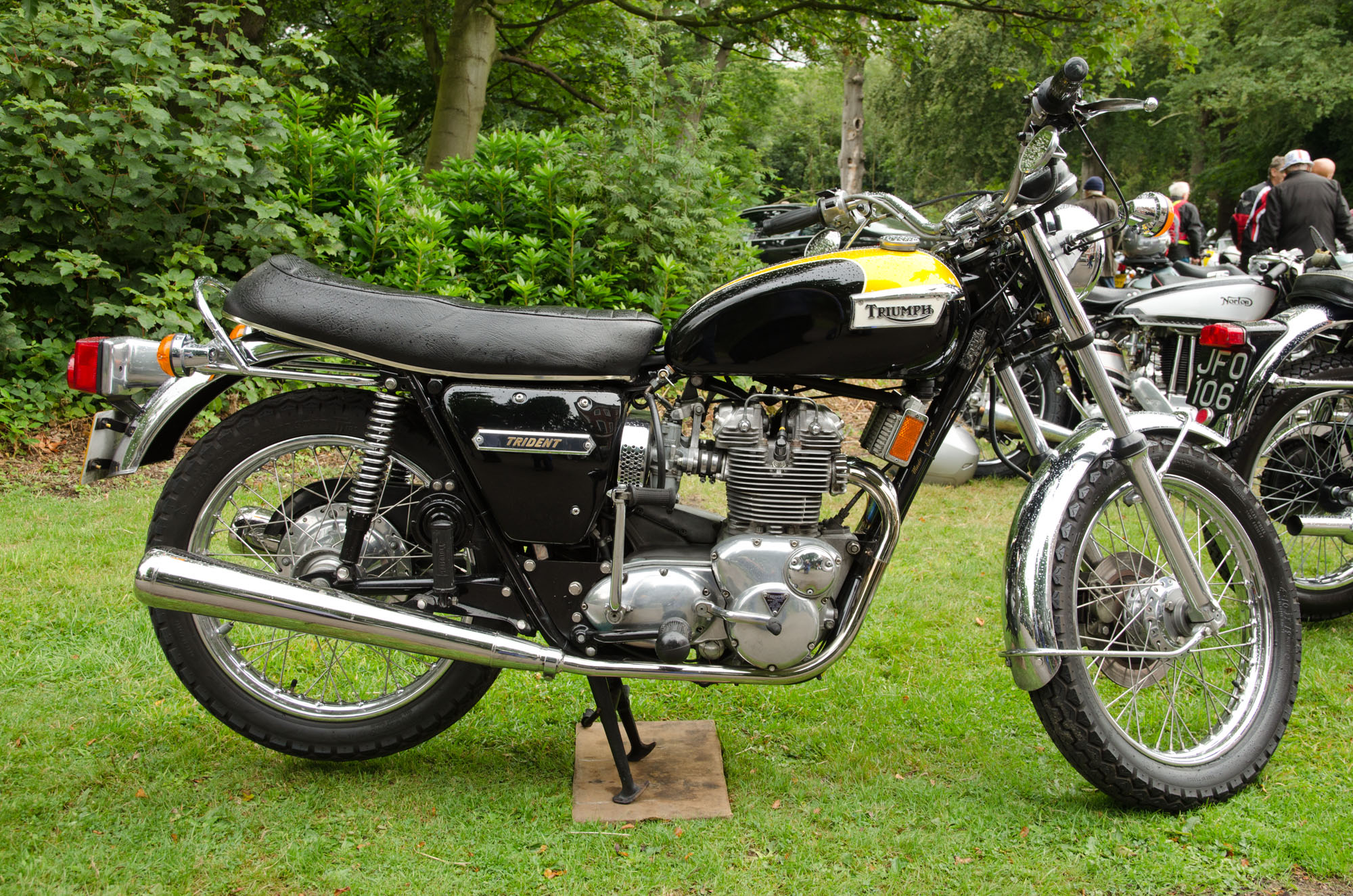
Trident T150 version américaine avec son réservoir goutte d'eau Or/Noir (1974).
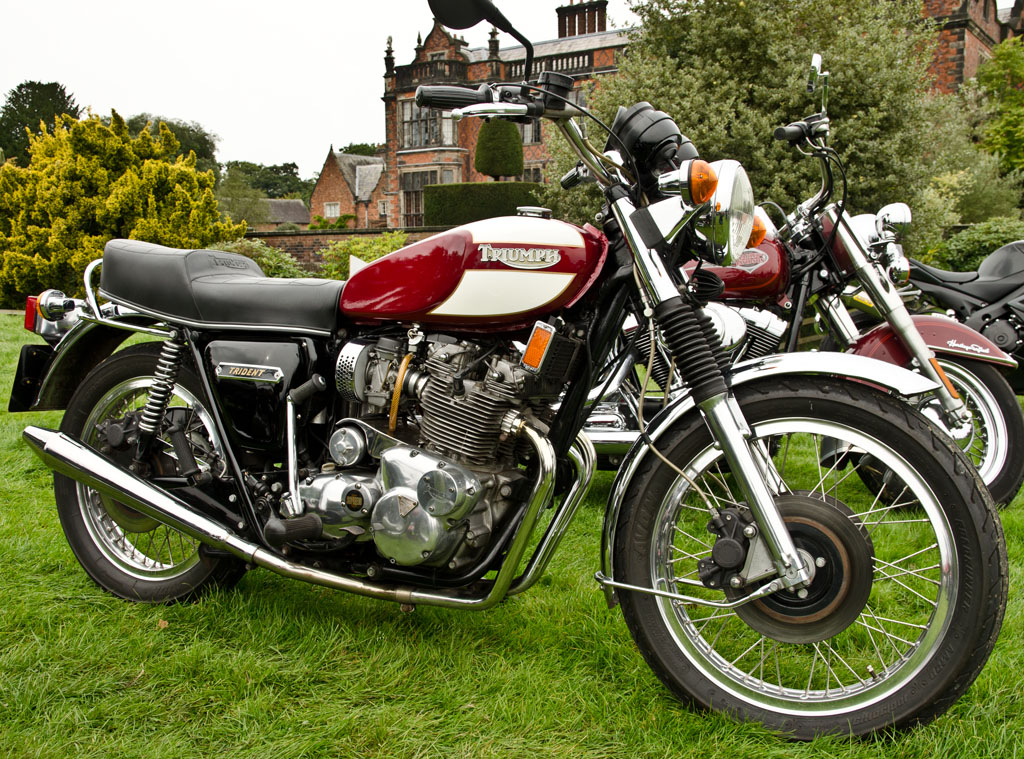
Trident T160 avec moteur incliné comme sur la BSA Rocket 3 (1975).

### Compétition
La Trident s'est illustrée à de nombreuses reprises en compétition durant la décennie 1970.
En 1970, Malcolm Uphill sur Trident termine premier au Tourist Trophy de l'île de Man.

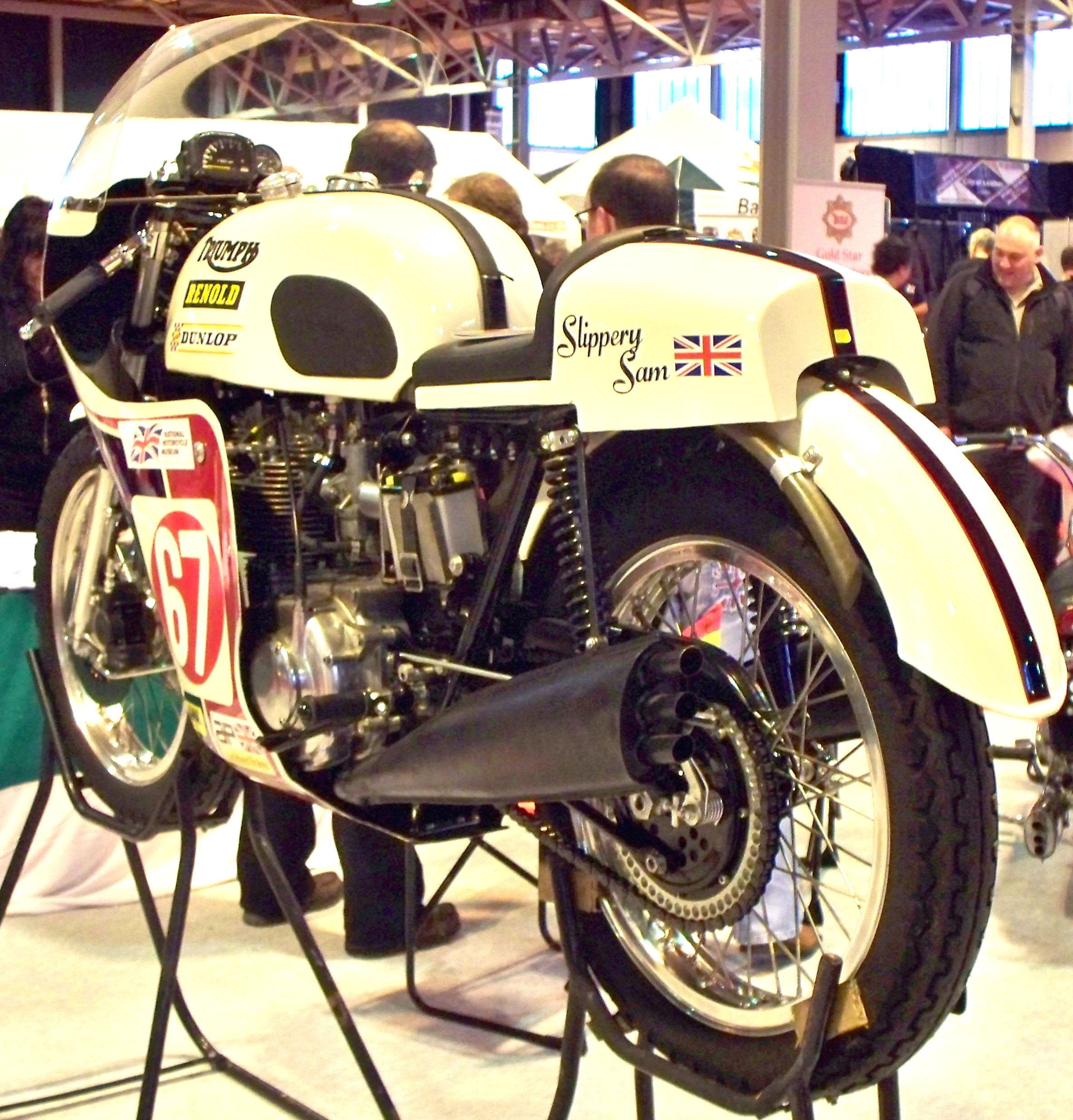
Trident Slippery Sam.

La même année, Triumph engage plusieurs Trident au Bol d'or. Les Trident prennent les deux premières places. Mais c'est une autre qui, arrivée seulement cinquième, va commencer par recevoir un surnom moqueur avant de briller en compétition : une Trident spécialement préparée par l'usine pour l'occasion. Pilotée par Percy Tait et Steve Jolly, elle se met, durant la course, à perdre énormément d'huile, au point d'en asperger ses pilotes et la piste, ce qui lui vaut le sobriquet de « Slippery Sam (en) ». Ces débuts difficiles n'empêcheront pas Slippery Sam de remporter le Tourist Trophy de l'île de Man cinq fois de suite de 1971 à 1975, et le Bol d'Or en 1971.
La machine originale était dotée d'un moteur tricylindre de 750 cm3 à double arbre à cames en tête délivrant 84 ch à 8 250 tr/min, d'une boîte à cinq rapports et de freins à disque. Détruite en 2003 lors de l'incendie qui a ravagé une partie du National Motorcycle Museum où elle était conservée, elle a depuis été reconstruite à l'identique.
Des Trident remporteront plusieurs courses d'endurance même après la fermeture du service course Triumph-BSA, grâce à des machines préparées par des écuries privées.

### Modèles proches ou dérivés

#### BSA Rocket 3

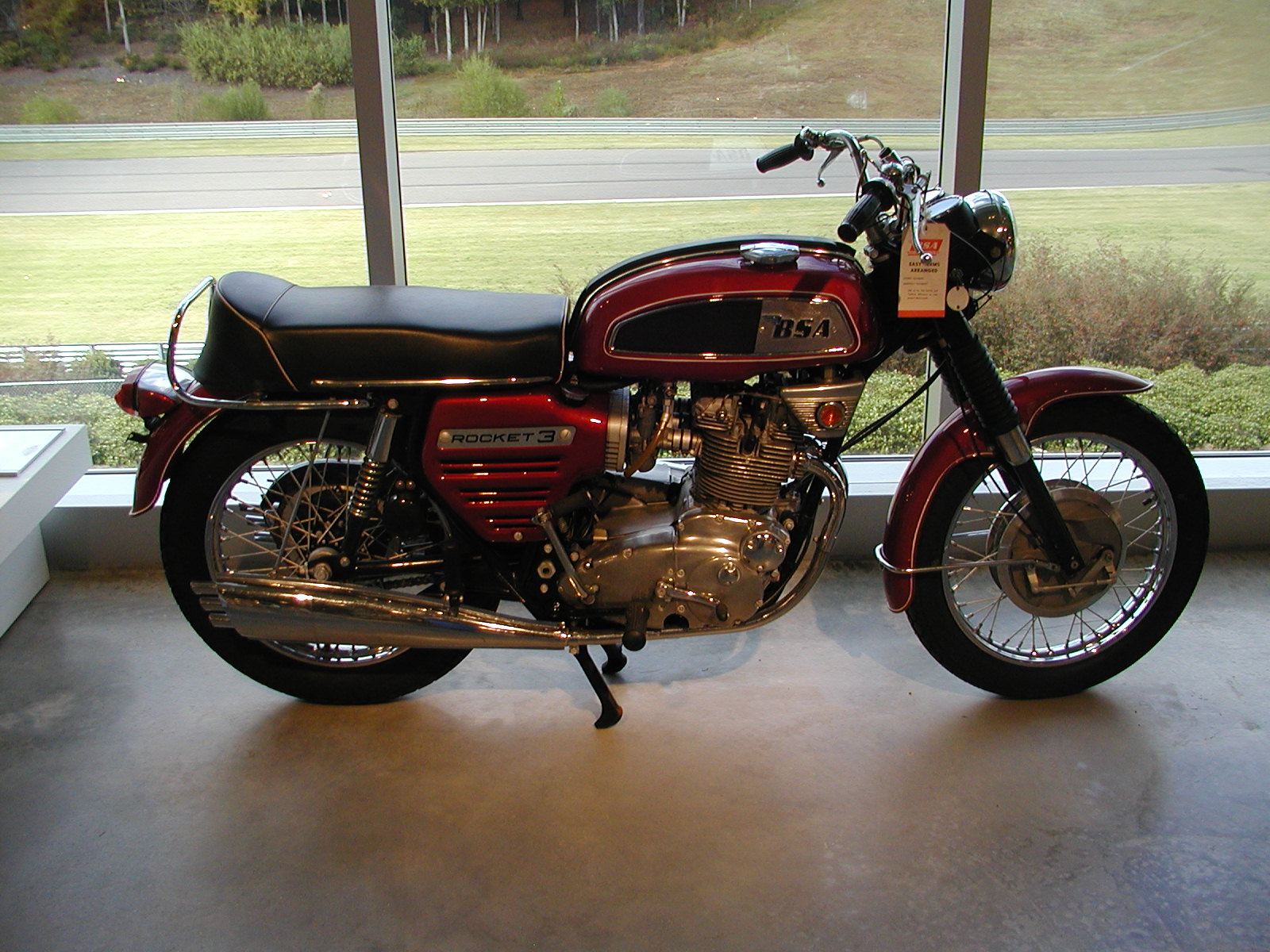
BSA Rocket 3.

Fin 1968 BSA lance deux modèles utilisant le même moteur: la Triumph Trident et la BSA Rocket 3. La principale différence entre les deux modèles vient de l'inclinaison de 15° vers l'avant du moteur et le cadre double berceau de la BSA. Elle n'est proposée qu'avec un coloris Carmin Royal à filets ivoires. La Rocket 3 disparaît en même temps que la firme BSA en 1973.

#### X-75 Hurricane

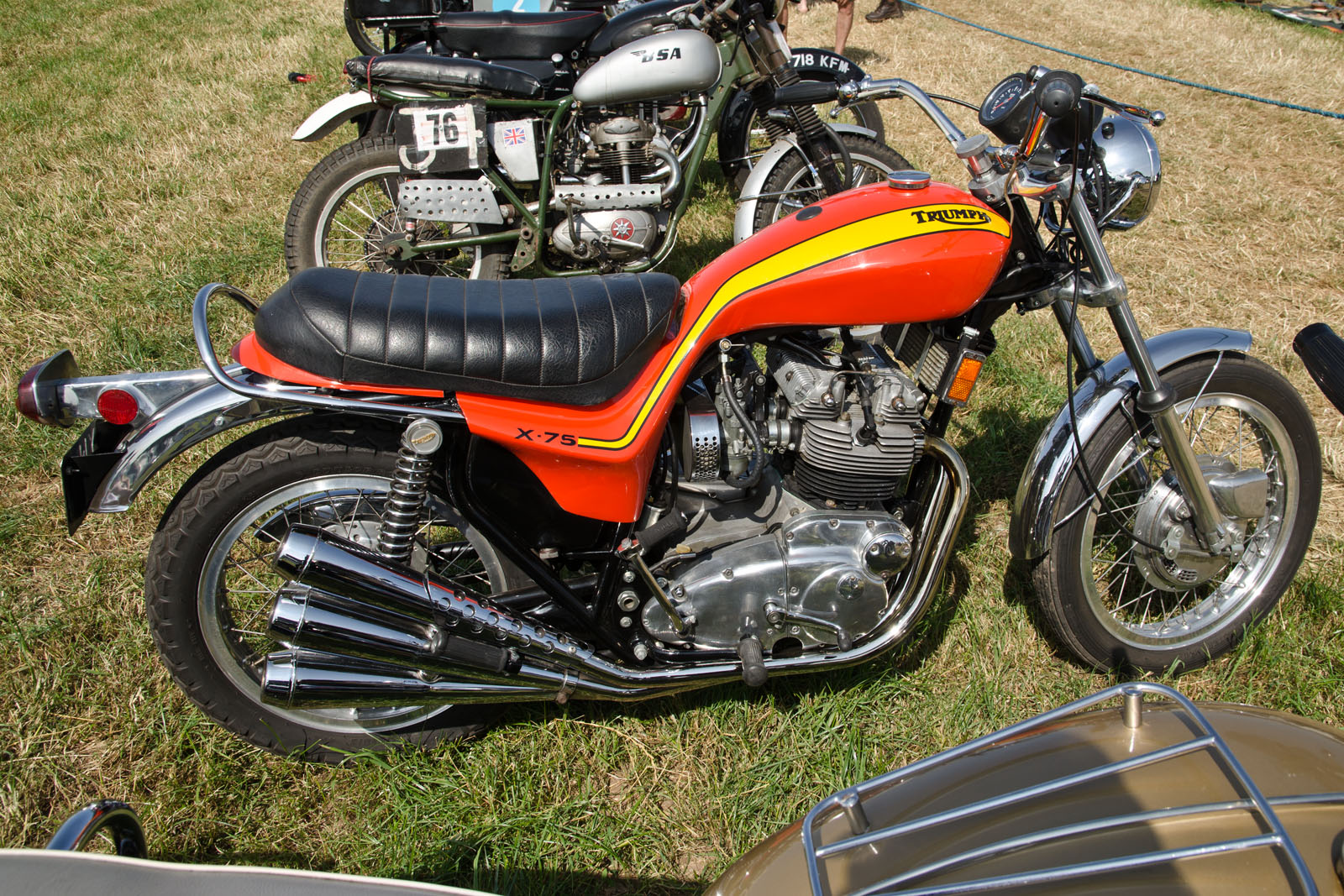
X-75 Hurricane (1972).

Don Brown, alors directeur de la branche américaine de BSA, souhaite proposer un modèle BSA plus attrayant sur le marché américain sur une base de Rocket 3. Il décide de confier le projet à un jeune designer de l'Illinois, Craig Vetter. Un prototype est prêt en 1969, mais le modèle commercial n'est présenté qu'en 1972, sous la marque Triumph.
La X-75 propose un ensemble selle-réservoir en polyester de couleur rouge. Deux bandes jaunes courent sur les côtés du réservoir et sur les flancs de selle. Le garde-boue avant est chromé. L'autre particularité de la X-75 est le très caractéristique ensemble de trois silencieux d'échappement sur le côté droit de la machine.
Il serait sorti un peu plus de mille exemplaires (1152 ex) de la X-75 Hurricane.
Dans les années 1990, le préparateur français Mécatwin rend hommage à la X-75 en produisant la X-90.

## Trident 750 et 900 (1991-1998)
En 1991, Triumph lance une gamme entièrement nouvelle  de motos produites à Hinckley. Les modèles sont présentés en trois familles : Trident, Daytona et Trophy. La famille Trident est l'entrée de gamme de la marque, déclinée en deux cylindrées : 750 et 900 cm3. Toutes les deux utilisent un moteur tricylindre en ligne à quatre temps refroidi par eau, annonçant respectivement 87 et 98 ch. La partie-cycle est constituée d'un cadre poutre en acier, de freins à disque double de 296 mm de diamètre à l'avant et de 255 mm à l'arrière. Trois coloris sont proposés : British Racing Green, Cherry Red, puis Cherry Black.

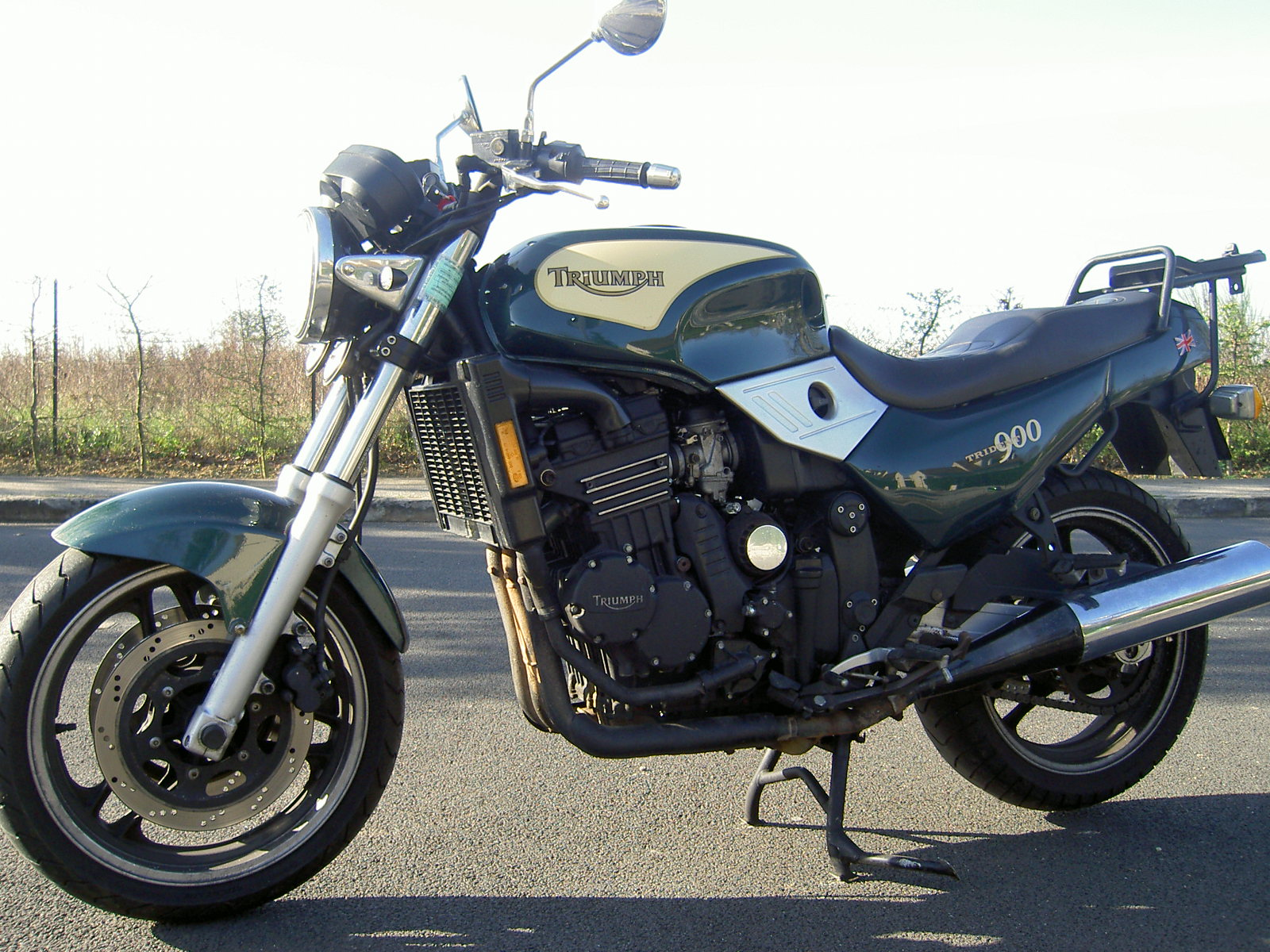
Triumph Trident 900 (1992)

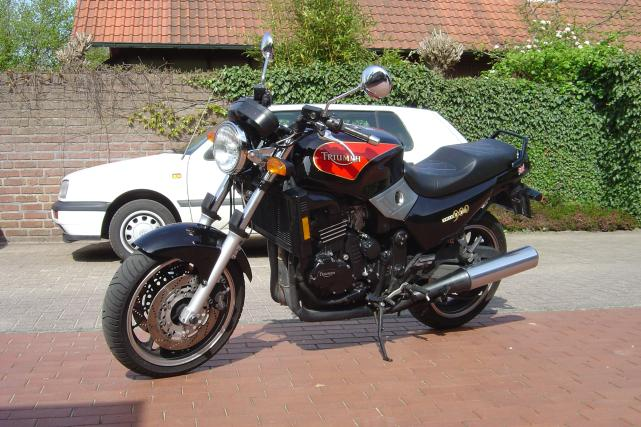
Trident 900 (1996).

L'année suivante, les Trident sont remaniées. Plusieurs éléments tels que les rétroviseurs, la béquille latérale ou la ligne d'échappement sont remplacés par des éléments de meilleure qualité, la position de conduite est améliorée grâce à une selle plus basse et des repose-pieds mieux positionnés, et le réservoir reçoit une finition bicolore, disponible en trois variantes : British Racing Green/Cream, Candy Red/Black et Diablo Black/Red.

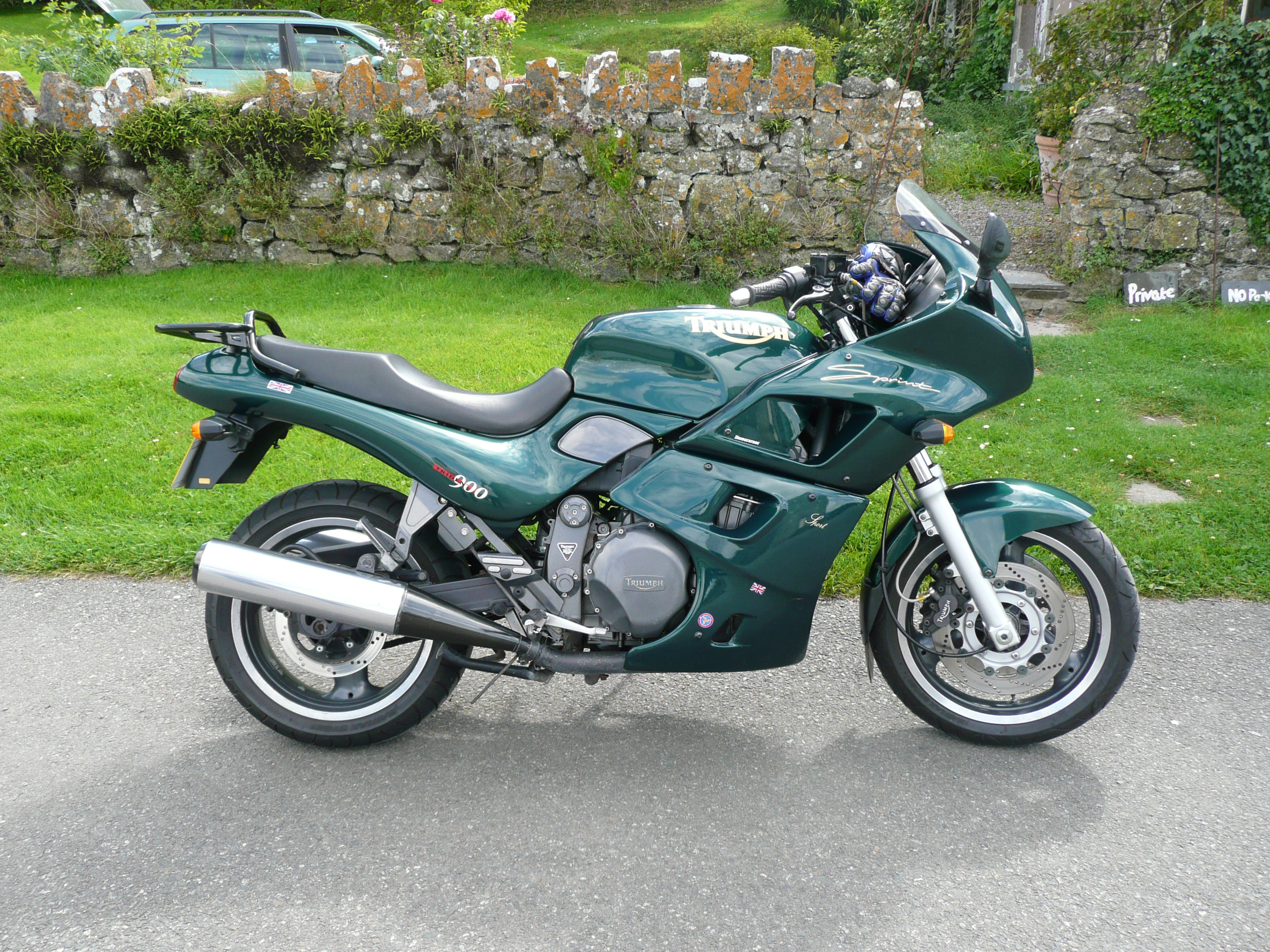
Trident 900 Sprint.

En 1994, une variante de la Trident 900 dotée d'un carénage complète la famille sous le nom de « Trident Sprint ». Les autres modifications communes comprennent nouvelle selle, clignotants chromés plus compacts, système de montage du phare avec finition chromée, té supérieur de colonne plat finition noir granulé avec plaque « Triumph » en émail noir chromé rivetée. La 900 est dotée d'un amortisseur réglable  et ses leviers de frein et d'embrayage sont désormais réglables. La 750 n'est plus disponible qu'en British Racing Green. La 900 est proposée en British Racing Green/Cream et Diablo Black/Red.
Les Trident évoluent peu jusqu'en 1998 où, pour leur dernière année de commercialisation, elles sont équipées de carburateurs Keihin et d'une partie arrière de Sprint. La 750 est proposée en Pacific Blue, la 900 en Pacific Blue/Silver et Jet Black/Red.

## Trident 660 (depuis 2021)

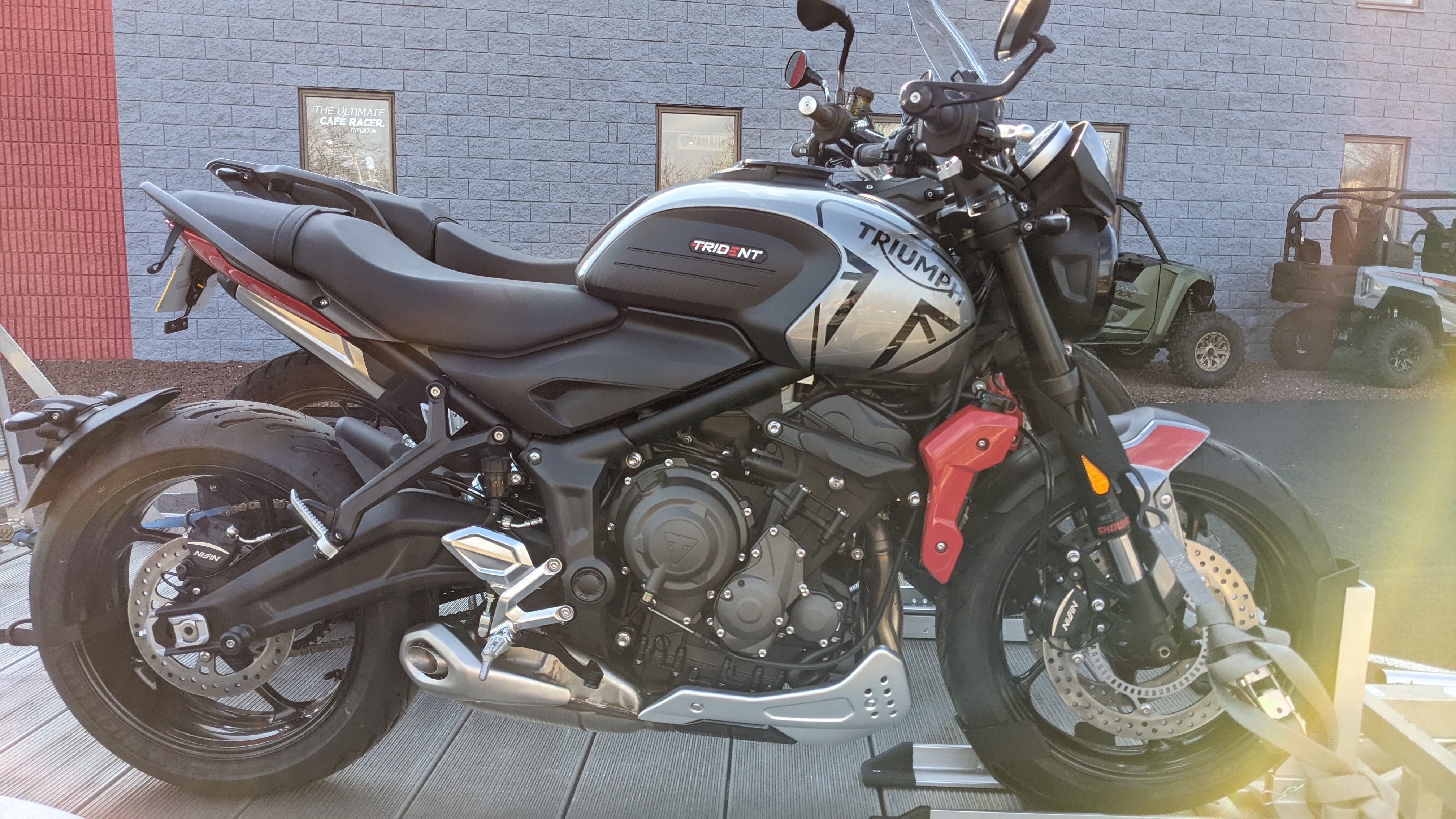
Triumph Trident 660 en coloris Silver Ice/Diablo Red.

Durant l'été 2020, Triumph annonce le lancement prochain d'un roadster de moyenne cylindrée concurrent des modèles japonais comme la Yamaha MT-07, la Kawasaki ZX 650 ou la Honda CB 650 R,. A l'automne 2020, Triumph présente un prototype complet,. La nouvelle Trident 660 est présentée officiellement en octobre 2020, dotée d'un moteur tricylindre de 660 cm3 dérivé du moteur 675 cm3 des Daytona et Street Triple modifié pour privilégier le couple à bas régime. En version libre, la puissance maximale s'établit à 81 ch à 10 250 tr/min, avec un couple de 64 N m à 6 250 tr/min. La version A2 développe 47 ch à 8 750 tr/min avec une valeur de couple de 59 N m à 5 250 tr/min,. Le cadre périmétrique en acier est plus lourd que celui de la Street, mais le poids de la moto reste en dessous des 190 kg tous pleins faits. Les suspensions font appel à des éléments Showa avec à l'avant, une fourche inversée de 41 mm non réglable de 120 mm de débattement et à l'arrière un monoamortisseur réglable en précharge avec un débattement de 133,5 mm. Le freinage est confié à Nissin avec étriers double pistons et doubles disques de 310 mm à l’avant et disque de 255 mm à l'arrière pincé par un simple piston.

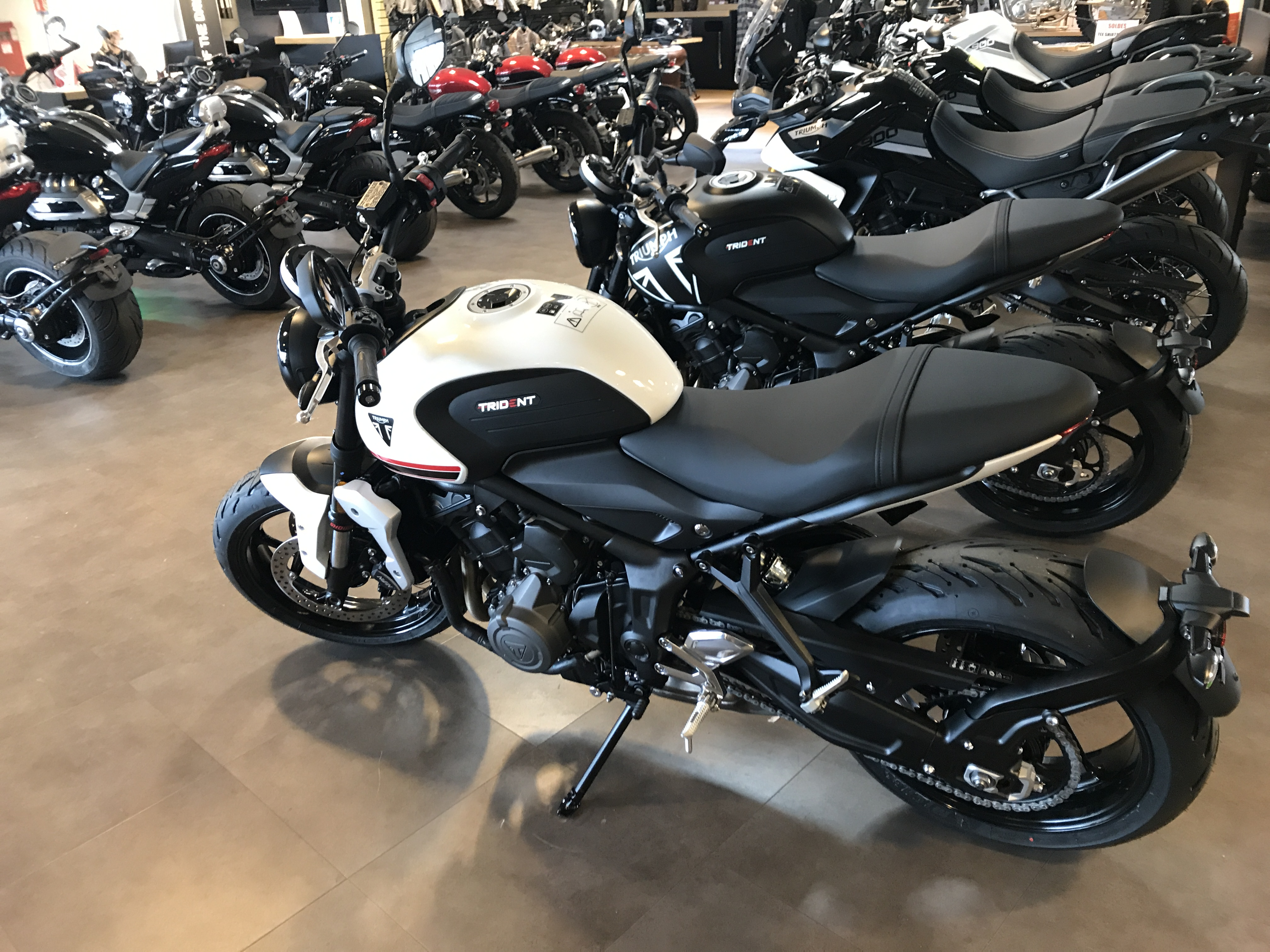
Trident 660 2021 Crystal White.

Le tableau de bord rond est de type digital, LCD (affichage monochrome blanc sur fond noir) dans la partie supérieure et TFT couleurs dans la partie inférieure. L'ensemble de l'éclairage est à leds. Les assistances électroniques comprennent deux cartographies moteur « Rain » et « Road », un contrôle de traction déconnectable et un ABS non déconnectable (mais avec deux niveaux de sensibilité selon le mode moteur). La marque annonce des intervalles de révision tous les 16 000 km.
Au lancement de la moto en février 2021, quatre coloris sont disponibles : deux versions unies (Crystal White et Sapphire Black), ainsi que deux versions bicolores (Matt Jet Black/Matt Silver Ice et Silver Ice/Diablo Red) un peu plus chères. Le tarif de base annoncé est de 7 995 € pour les versions unies.